# Пајић Поље
Пајић Поље је насељено место у Босни и Херцеговини у општини Горњи Вакуф-Ускопље. Административно припада Федерацији Босне и Херцеговине, односно њеном Средњобосанском кантону. Према попису становништва из 2013. у насељу је било 286 становника, а већинско становништво у насељу пре рата били су Хрвати.

## Становништво
По последњем службеном попису становништва из 2013. године у насељу Пајић Поље живело је 286 становника, а село је пре рата било етнички хомогено са већинском хрватском популацијом.
| Националност | 2013. | 1991.        | 1981.        | 1971.        |
| Бошњаци      | —     | 149 (17,51%) | 102 (17,89%) | 10 (6,66%)   |
| Хрвати       | —     | 695 (81,67%) | 463 (81,23%) | 135 (90,00%) |
| Срби         | —     | 4 (0,47%)    | 5 (0,87%)    | 5 (3,33%)    |
| остали       | —     | 3 (0,35%)    | 0            | 0            |
| Укупно       | 286   | 851          | 570          | 150          |